# Lönneberga-Tuna-Vena Sparbank
Lönneberga-Tuna-Vena Sparbank eller LTV Sparbank är en sparbank i Sverige. Den har 13 anställda och en affärsvolym på ungefär 1,7 miljarder kronor (2014). 
Banken uppstod 2006, när Lönneberga sparbank gick samman med Tuna-Vena sparbank. Den verkar huvudsakligen i Hultsfreds kommun, Vimmerby kommun samt den del av Oskarshamns kommun som tidigare ingick i Tuna kommun. Tre kontor finns, de ligger i tätorterna Vena, Tuna och Silverdalen.
Banken ingår i Sparbankernas Riksförbund och har samarbete med Swedbank. 